# Мера според мера (1981)
 Тази статия е за трисерийния филм.  За за седемсерийния вариант на филма вижте Мера според мера (1988).  
„Мера според мера“ е български 3-сериен драматичен игрален филм от 1981 година на режисьора Георги Дюлгеров. Оператор е Радослав Спасов. Музиката във филма е композирана от Божидар Петков. Художник на постановката е Георги Тодоров-Жози.
Подобно на „Авантаж“ сценарият и тук е дело на режисьора и актьора Руси Чанев, по романа „Литургия за Илинден“ на Свобода Бъчварова, публикуван през 1977 г. Руси Чанев играе и главната роля – на събирателния образ на поборника за освобождение на Македония Дилбер Танас, чийто прототип е Дилбер Илия.
Филмът разказва историята на Илинденско-Преображенското въстание през 1903 година по изключително интересен и увлекателен начин. Част от героите са реални исторически личности – Апостол войвода, Христо Чернопеев, Яне Сандански, Пейо Яворов, Гоце Делчев и други. Филмът проследява историческите събития, човешките драми и политическите игри през 1900-те години, по време на които смисълът и целта на изначалната идеалистична борба постепенно променят своето значение.
Името на филма идва от стихотворението на Пейо Яворов „Ден денувам“.
Поради епичността на сцените и мащабите на филма, той е заснет като трисериен игрален филм. Актьорите говорят на македонски диалект, което допринася за автентичността на филма (20 години по-късно този похват се използва в Холивуд за филми като „Страстите Христови“ и „Апокалипто“).
Съществува и различен седемсериен телевизионен вариант (1988).

## Състав

### Актьорски състав
Сред актьорите се открояват Григор Вачков (това е последният му филм, тъй като актьорът умира, докато филмът се снима, през 1980 г.), Цветана Манева, Стефан Мавродиев, Димитър Буйнозов, Вълчо Камарашев, Маргарита Карамитева, Катя Иванова, Румена Трифонова, Мартина Вачкова, Богдан Глишев и други. Ролята на мис Стоун изпълнява шотландката Кристин Бартлет, учителка по английски език в 114 английска езикова гимназия.
Роли във филма:
| Изпълнител                    | Роля                          |
| ----------------------------- | ----------------------------- |
| Руси Чанев                    | Дилбер Танас                  |
| Григор Вачков                 | Апостол войвода               |
| Катя Иванова                  | Слава                         |
| Стефан Мавродиев              | Христо Чернопеев              |
| Богдан Глишев                 | Яне Сандански                 |
| Кристин Бартлет               | Елен Стоун                    |
| Румена Трифонова              | Екатерина Цилка               |
| Цветана Манева                | Тъша, бела Ица                |
| Димитър Буйнозов              | Гоце Делчев                   |
| Владимир Йочев                | Кръстьо Асенов                |
| Маргарита Карамитева          | Аника Малешевска              |
| Людмил Тодоров                | Георги Мучитанов              |
| Иван Черкелов                 | Васил Чонголот                |
| Георги Тодоров-Жози           | попът Кочо                    |
| Милена Андонова               | Миро                          |
| Елица Дюлгерова               | Марианти                      |
| Иван Бабев                    | Щерьо Влаха                   |
| Вълчо Камарашев               | Дикенсън                      |
| Владимир Дончев               | Александър Илиев              |
| Мартина Вачкова               | Лимбийка                      |
| Георги Бахчеванов             | Гоне Бегинин                  |
| Борис Луканов                 | Гьорче Петров                 |
| Димитър Луканов               | Мито Кьоравуту                |
| Ивайло Христов                | Гьорче и Димитрис             |
| Венцислав Кисьов              | Младотурски офицер            |
| Илиан Балинов                 | Ицо Джорлев                   |
| Светослав Овчаров             | Тома Кронов                   |
| Марио Кръстев                 | Божил Балтов                  |
| Владимир Давчев               | Комита на Постол войвода      |
| Крикор Хугасян                | Шпионинът                     |
| Пламен Сомов                  | Комита                        |
| Руси Люцканов                 | Офицер на султана             |
| Йордан Алексиев               | Михаил Чаков                  |
| Иглика Трифонова              | Съпругата на Димитри          |
| Иван Павлов                   | Придружител на леки жени      |
| Христо Димитров-Хиндо         | Комита                        |
| Антон Антонов                 | Възторжен четник              |
| Христофор Калоянов            | Комита                        |
| Крум Крумов                   | Старият фирар                 |
| Христо Александров            | Селянин                       |
| Владимир Андреев              | Четник на Дилбер Танас        |
| Васил Каменов                 | Изпадналият четник            |
| Григор Толев Стефан Войнов    | Комита на Сандански           |
| Петър Горанов                 | Прорицателият в съня на Танас |
| Иво Фурнаджиев                | Мъжът на Бела Ица             |
| Росица Вълканова              | Учителката                    |
| Искра Йосифова Малина Петрова | Леки жени                     |
| Велин Велинов                 |                               |
| Митко Киров                   |                               |
| Данаил Райков                 |                               |
| Васил Боянов                  |                               |
| Тодор Панайотов               |                               |
| Спас Андреев                  |                               |
| Калина Палазова               |                               |
| Любен Мунин                   |                               |
| Красимир Манчев               |                               |
| Никола Вълчев                 |                               |
| Антон Антонов                 |                               |
| Валентин Недялков             |                               |
| Парсех Шубарлян               |                               |
| Николай Иванчев               |                               |
| Владимир Станков              |                               |
| Ризо Манчев                   |                               |
| Владимир Георгиев             |                               |
| Децата:                       |                               |
| Катя Ашмакова                 |                               |
| Щеряна Цветкова               |                               |
| Елица Дюлгерова               |                               |
| Венета Ганчева                |                               |
| София Халачева                |                               |
| Асен Черкелов                 |                               |
| Димитър Панайотов             |                               |
| Огнян Влахов                  |                               |
| Кирил Каракашев               |                               |
| Петър Караангелов             |                               |
| Иван Кирилов                  |                               |
| Ивайло Георгиев               |                               |

### Технически екип
| Режисьор                              | Георги Дюлгеров                                                                                               |
| Сценарий                              | По книгата на – „Литургия за Илинден“: Свобода Бъчварова Сценарий: Руси Чанев Георги Дюлгеров                 |
| Оператор                              | Радослав Спасов                                                                                               |
| Художник                              | Георги Тодоров-Жози                                                                                           |
| Костюми                               | Мария Сотирова                                                                                                |
| Музика                                | Божидар Петков                                                                                                |
| Звук                                  | Михаил Каридов                                                                                                |
| Редактор                              | Цветана Коларова                                                                                              |
| Монтаж                                | Илияна Михова Николина Момчилова Христина Милева                                                              |
| Директор                              | Кирил Кирилов                                                                                                 |
| Втори режисьори                       | Крикор Хугасян Цветана Аврамова                                                                               |
| Асистент-режисьори                    | Мария Атанасова Владимир Андреев Вася Панова                                                                  |
| Стажанти по режисура                  | Иглика Орешкова Милена Андонова Росица Вълканова Иван Черкелов Людмил Тодоров Марио Кръстев Светослав Овчаров |
| Втори оператор                        | Иво Фурнаджиев                                                                                                |
| Асистент-оператори                    | Христо Александров Христофор Калоянчев Владимир Станков Илиан Балинов                                         |
| Втори художници                       | Дориана Кебеджиева Антон Антонов Иван Андреев                                                                 |
| Гардероб                              | Ани Качулева Катя Бакалова Лиляна Георгиева                                                                   |
| Грим                                  | Михаил Фердинандов Снежана Мерджанова Иванка Горшинина                                                        |
| Реквизит                              | Васил Боянов Георги Русинов                                                                                   |
| Комбинирани снимки                    | Иван Манев Елена Кирилова                                                                                     |
| Тонтехници                            | Крум Крумов Николай Иванчев                                                                                   |
| Пиротехника                           | Дойчин Йондов                                                                                                 |
| Оръжейник                             | Станислав Йорданов                                                                                            |
| Фотограф                              | Парсех Шубаралян                                                                                              |
| Осветление                            | Васил Каменов                                                                                                 |
| Организатори                          | Видю Пенев Руси Люцканов Стефан Дончев                                                                        |
| Литературен консултант                | Тончо Жечев                                                                                                   |
| Консултанти по езика                  | Благой Шклифов Иван Бабев                                                                                     |
| Консултант по оръжие и военни костюми | Христо Дерменджиев                                                                                            |
| Консултант по турски език             | Юнал Лютвиев                                                                                                  |
| Ръководител на каскадьорска група     | Валентин Недялков                                                                                             |
| Distributed by                        | Българска кинематография Студия за игрални филми „БОЯНА“ Творчески колектив „СЪВРЕМЕННИК“ /Copyright © 1981/  |